# 孔隆乡
孔隆乡（藏語：གུང་ལུང་），是中华人民共和国西藏自治区日喀则市昂仁县下辖的一个乡镇级行政单位。

## 行政区划
孔隆乡下辖以下地区：
分孜村、仲多村、果芒村和纳那村。